# 燃える平原児
『燃える平原児』（もえるへいげんじ、原題：Flaming Star）は、1960年制作のアメリカ合衆国の西部劇映画。
クレア・ハフェイカー原作の小説「燃える槍」（1958年）の映画化。白人とインディアンのハーフを主人公とした西部劇。ドン・シーゲル監督、エルヴィス・プレスリー主演。プレスリーは演技派に徹している。
原題の意味は「輝く星」で「インディアンは死を迎える時に輝く星を見る」という言い伝えから。

## あらすじ
1878年、テキサス西部の牧場主バートンは妻ネディ、長男クリント、次男ペイサーと共に暮らしていた。ある日、クリントの誕生日に婚約者ロズリンとその兄弟や妹が招待されたが、その帰宅途中、バッファロー・ホーン率いるカイオワ・インディアンの襲撃され、ロズリンの兄弟2人が殺された。
数日後、クリントとペイサーは、ロズリンの父ドレッドの店に弾薬を買いに行った。そこで事件を知った町の人たちは、バートンが襲われないのは、身内にインディアンがいるからだと思い、彼らを白い目で見始める。実はネディもカイオワ・インディアンで、ペイサーは彼女とバートンの間に生まれたハーフで、クリントとは異母兄弟だった。
その後、バートンの家にドレッド率いる白人の一隊が来て、味方になれと迫る。さらにその後にバッファロー・ホーンが現れ、ペイサーを仲間に入れないと、牧場を潰すと脅迫してきた。彼らは白人とインディアン、どちらの側につくか究極の選択を迫られる。
やむなくペイサーとネディはインディアンの野営地に向かうが、その帰途ロズリンの兄の銃撃を受け、ネディが頻死の重傷を負い、やがて息絶える。
ペイサーは医者をよこすのに反対した白人たちに復讐を誓い、インディアンに加担することを決意した。だが、バッファロー・ホーンは約束を破りバートンを殺し、クリントにも重傷を負わせる。ペイサーはクリントやロズリンが止めるのを振り切り、死を覚悟してバッファロー・ホーンとの対決に向かうのだった。

## キャスト
| 役名                     | 俳優                            | 日本語吹き替え | 日本語吹き替え |
| 役名                     | 俳優                            | NETテレビ版    | フジテレビ版   |
| ------------------------ | ------------------------------- | -------------- | -------------- |
| ペイサー・バートン       | エルヴィス・プレスリー          | 佐々木功       | 佐々木功       |
| ロズ、ロズリン・ピアース | バーバラ・イーデン              | 斎藤チヤ子     | 北浜晴子       |
| クリント・バートン       | スティーヴ・フォレスト          | 小林修         | 羽佐間道夫     |
| ネディ・バートン         | ドロレス・デル・リオ            |                | 寺島信子       |
| サム、ウェル・バートン   | ジョン・マッキンタイア          | 高城淳一       | 槐柳二         |
| バッファロー・ホーン     | ロドルフォ・アコスタ （英語版） |                | 渡部猛         |
| ドレッド・ピアース       | カール・スウェンソン （英語版） |                |                |
| 医師フィリップス         | フォード・レイニー （英語版）   |                |                |
| アンガス・ピアース       | リチャード・ジャッケル          |                |                |
| トム・ハワード           | L・Q・ジョーンズ                |                |                |
| ウィル・ハワード         | ダグラス・ディック （英語版）   |                |                |

- NETテレビ版：初回放送 1968年10月12日 21:00 - 22:26『土曜映画劇場』
- フジテレビ版：初回放送 1973年12月7日『ゴールデン洋画劇場』

## 音楽
- 主題歌は、1961年4月21日にリリースされたEP（en:Elvis by Request: Flaming Star and 3 Other Great Songs）に収録。[4]